# 1831 en science
| Années de la science : 1828 - 1829 - 1830 - 1831 - 1832 - 1833 - 1834    |
| Décennies de la science : 1800 - 1810 - 1820 - 1830 - 1840 - 1850 - 1860 |

Cet article présente les faits marquants de l'année 1831 en science.

## Événements

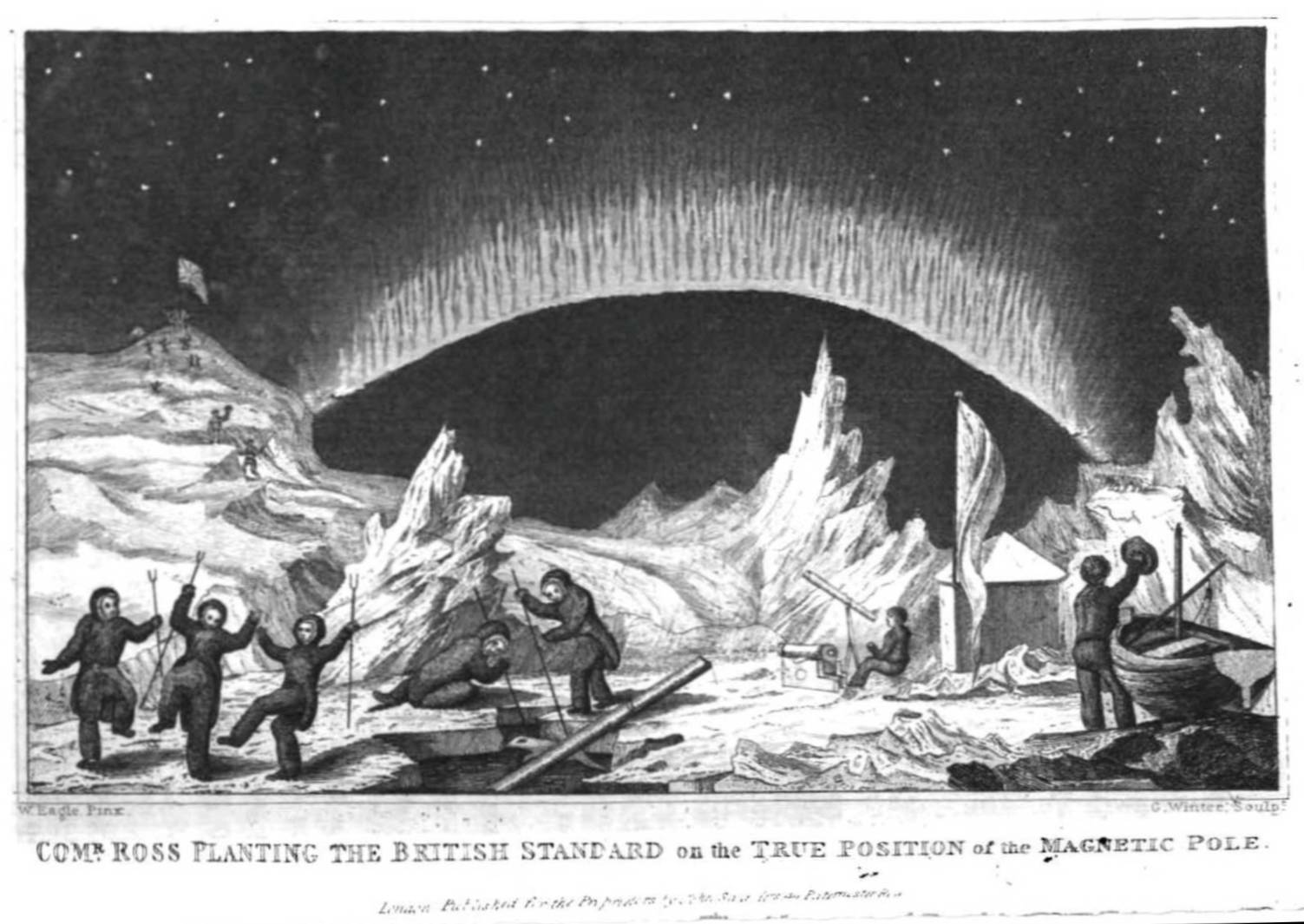
Découverte du pôle nord magnétique par James Clark Ross.

- 7 janvier : découverte d’une grande comète observé par John Herapath, à Cranford près de Londres, puis le 8 janvier par Nell de Breauté à la La Chapelle-du-Bourgay près de Dieppe[1].
- Janvier :
  - le chimiste français Charles Sauria invente les allumettes phosphoriques à friction[2].
  - le physicien américain Joseph Henry d'Albany publie sa découverte d'un télégraphe électromagnétique dans l’American Journal of Science[3].

- 1er juin : l'explorateur britannique James Clark Ross détermine la position du pôle nord magnétique sur la péninsule Boothia[4].
- 25 juillet : l'inventeur américain Cyrus McCormick fait la démonstration d'une moissonneuse mécanique, brevetée en 1834[5].

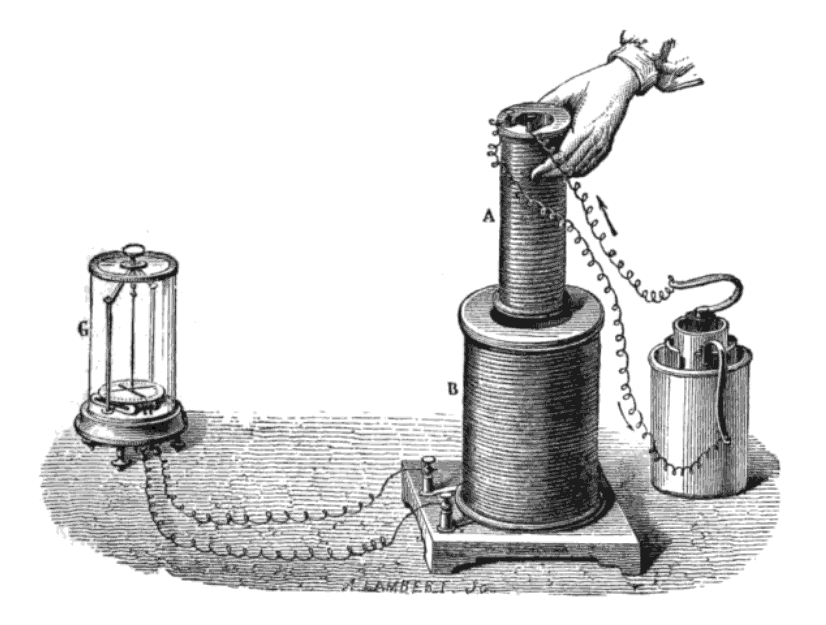
Dessin de l'expérience de Michael Faraday sur l'induction électromagnétique.

- 29 août : le physicien britannique Michael Faraday élabore sa théorie de l'induction électromagnétique, dont l’application aboutit à la construction des premières dynamos[6].
- 1er septembre : ouverture du zoo de Dublin[7].
- 5 septembre : l'astronome amateur allemand Heinrich Schwabe réalise le premier dessin détaillé de la Grande tache rouge de Jupiter[8].
- 27 septembre : première réunion de la British Association for the Advancement of Science à York[9].

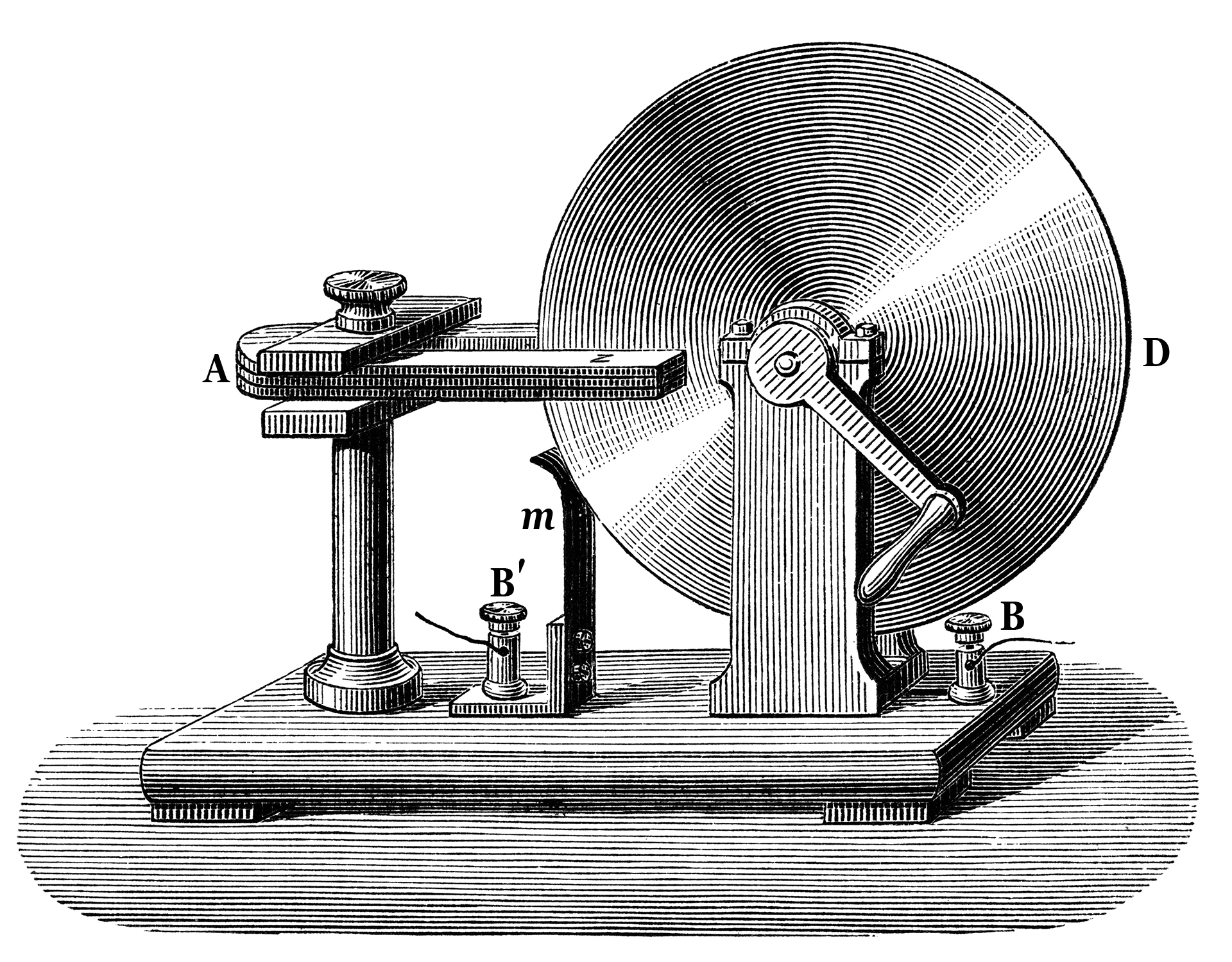
Le disque de Faraday.

- 28 octobre : Michael Faraday présente à la Royal Society son générateur homopolaire, disque de cuivre qui tourne entre les pôles d'un aimant en fer à cheval, le premier générateur électrique[10].
- Octobre : Eugène Soubeiran publie un article dans les Annales de chimie et de physique sur sa découverte du chloroforme qu'il appelle éther bichlorique. Simultanément le chimiste allemand Justus von Liebig en mentionne la découverte dans les Poggendorff Annalen de novembre 1828 sous le nom de trichloride ou perchloride de carbone, et le médecin américain Samuel Guthrie, dans l'American Journal of sciences and arts, note qu'il a obtenu de l'éther chlorique le 12 septembre[11],[12].
- 19 décembre : le chimiste Thomas Graham lit devant la Royal Society of Edinburgh un article intitulé On the Law of the Diffusion of Gases publié en 1833 dans lequel il établit la première loi quantitative de la diffusion des gaz[13].

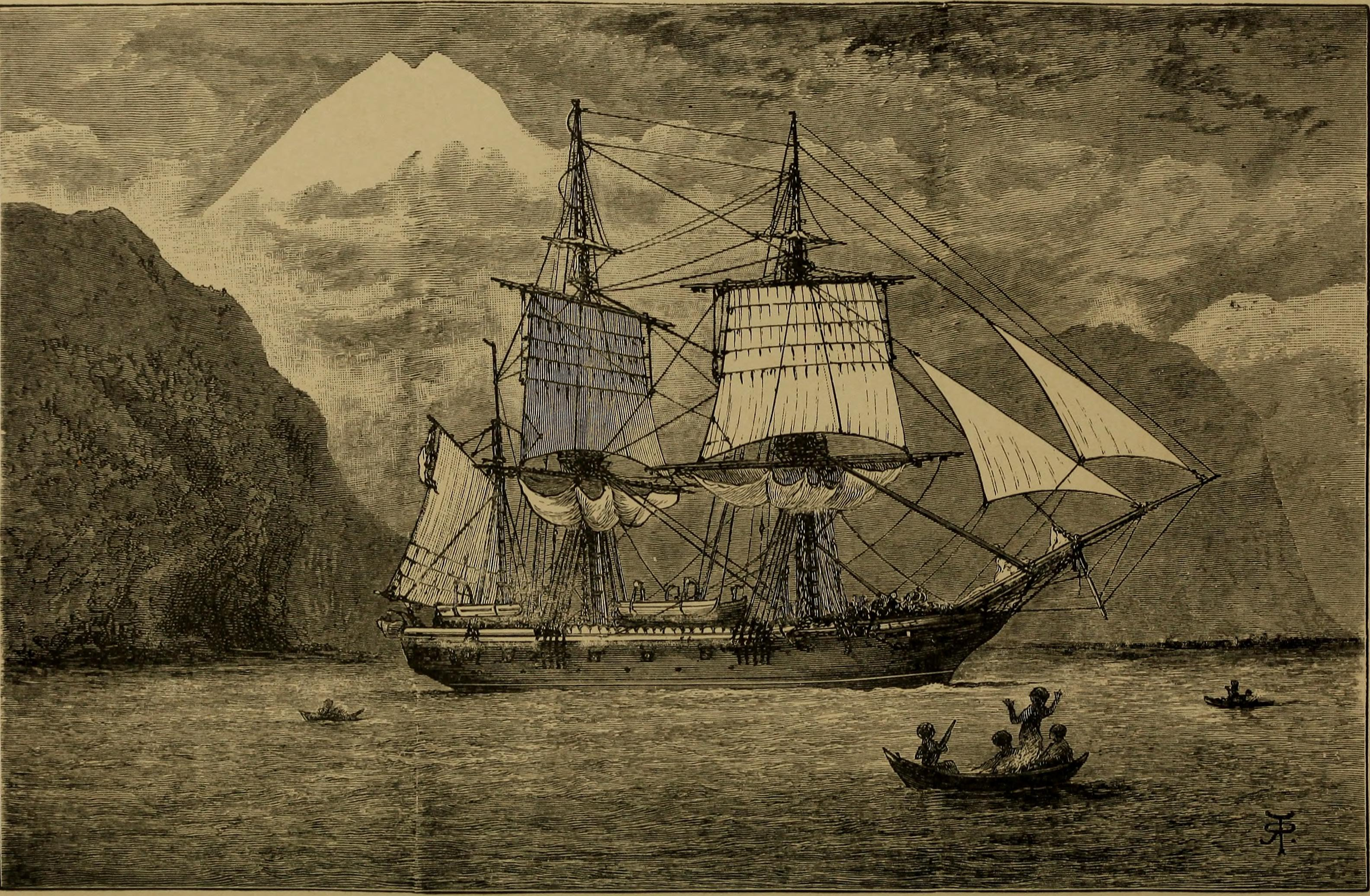
.

- 27 décembre : départ de Plymouth de l'expédition du HMS Beagle ; Charles Darwin est le naturaliste du bord (fin en 1836)[14].

- Le botaniste écossais Robert Brown découvre le noyau d’une cellule végétale (nucléus)[15].

## Publications
- Antoine Bussy : Mémoire sur le Radical métallique de la magnésie.
- Siméon Denis Poisson : Nouvelle théorie de l'action capillaire.
- Mary Somerville : Mechanism of the Heavens, traduction de la Mécanique céleste de Laplace.

## Prix
- Médailles de la Royal Society
  - Médaille Copley : George Biddell Airy

- Médailles de la Geological Society of London
  - Médaille Wollaston : William Smith

- Académie des sciences de Paris
  - Grand prix des sciences naturelles : Gaspard Joseph Martin Saint-Ange, pour son mémoire sur le développement des vaisseaux chez les vertébrés.

## Naissances

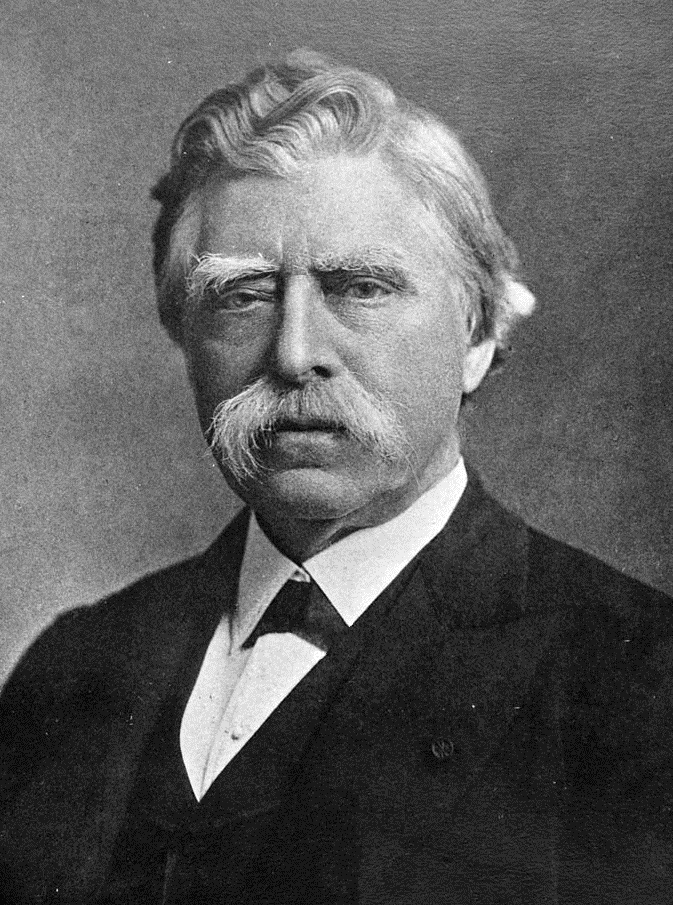
David Edward Hughes

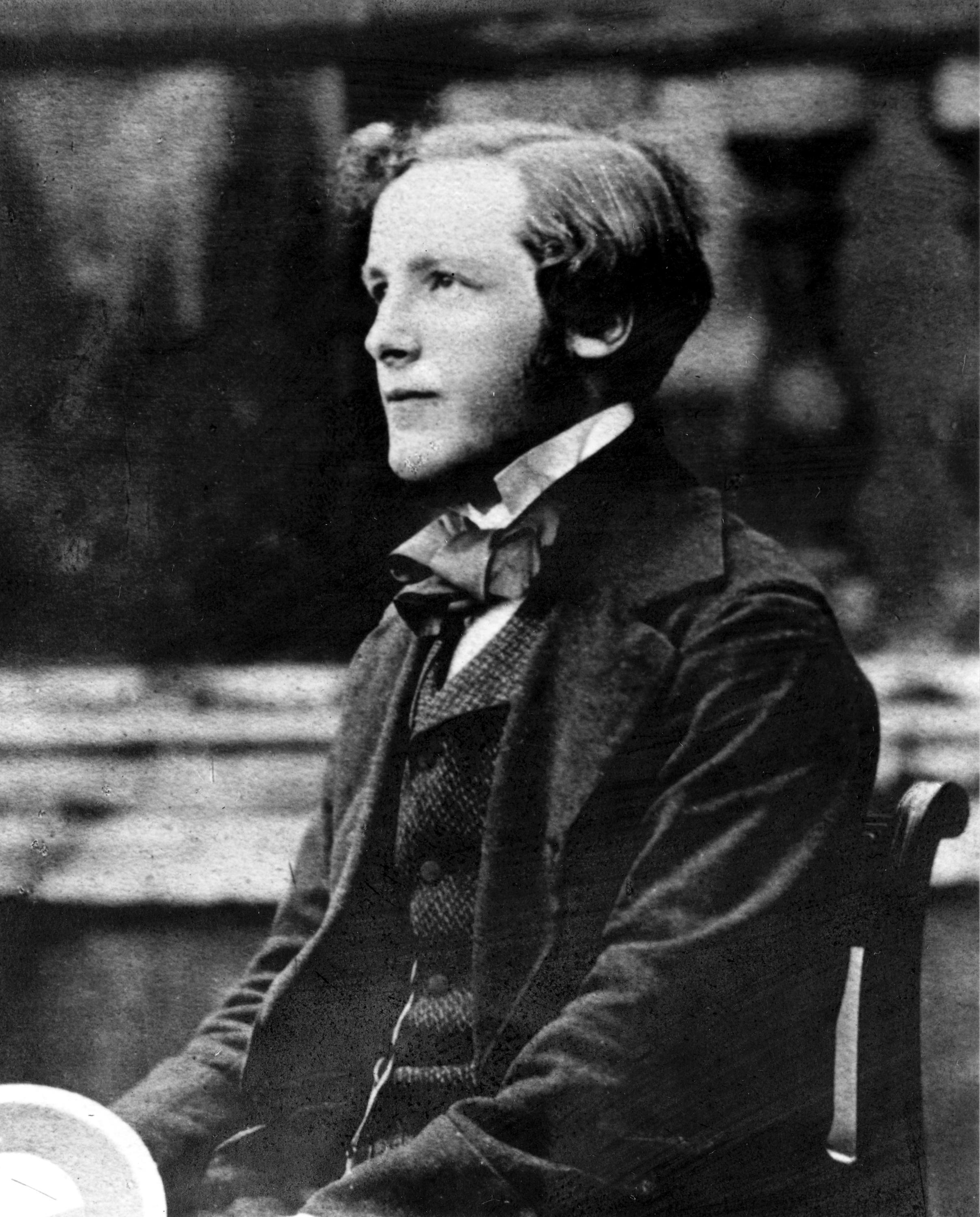
James Clerk Maxwell au Trinity College

- 20 janvier : Edward Routh (mort en 1907), mathématicien britannique.
- 22 janvier : Francis Guthrie (mort en 1899), mathématicien et botaniste sud-africain.

- 4 mars : Carl Eduard Cramer (mort en 1901), botaniste suisse.
- 26 mars : Eugène Renevier (mort en 1906), géologue suisse.
- 31 mars : Archibald Scott Couper (mort en 1892), chimiste écossais.

- 1er avril : Wilhelm Deecke (mort en 1897), professeur et philologue allemand.

- 28 avril :
  - Félix Pisani (mort en 1920), savant, chimiste et minéralogiste français.
  - Peter Guthrie Tait (mort en 1901), physicien et mathématicien écossais.

- 16 mai : David Edward Hughes (mort en 1900), ingénieur britannique.
- 7 juin : Marcelino Sanz de Sautuola (mort en 1888), juriste et archéologue amateur espagnol.
- 7 juin : Amelia Edwards (morte en 1892), égyptologue britannique.
- 13 juin : James Clerk Maxwell (mort en 1879), physicien et mathématicien écossais.

- 1er juillet : Théodule Charles Devéria (mort en 1871), égyptologue français.

- 20 août : Eduard Suess (mort en 1914), géologue autrichien.

- 13 septembre : Andrew Noble (mort en 1915), artilleur et balisticien écossais.
- 21 septembre : George Henry Felt (mort en 1895), égyptologue américain.

- 1er octobre : Joseph Delbœuf (mort en 1896), mathématicien, philosophe et psychologue belge.
- 29 octobre : Othniel Charles Marsh (mort en 1899), zoologiste américain.
- 31 octobre : Paolo Mantegazza (mort en 1910), médecin, anthropologue, hygiéniste, écrivain, vulgarisateur et homme politique italien.
- 1er décembre : Léon Heuzey (mort en 1922), archéologue français.
- 8 décembre : Fiodor Bredikhine (mort en 1904), astronome russe.

## Décès
- 22 janvier : Alexandre Jacques François Bertrand (né en 1795), médecin, naturaliste et physicien français.
- 27 janvier : Ernst Gottfried Fischer (né en 1756), chimiste et physicien allemand.

- 14 février : Henry Maudslay (né en 1771), ingénieur anglais.

- 19 avril : Johann Gottlieb Friedrich von Bohnenberger (né en 1765), astronome, mathématicien et physicien allemand.

- 19 juin : Victor Yvart (né en 1763), agronome français.

- 5 juillet : Paul Moody (né en 1779), inventeur américain de machines pour l'industrie textile.

- 8 août : Christian Ehrenfried Weigel (né en 1748), chimiste et naturaliste allemand.

- 3 septembre : Frédéric Pluquet (né en 1781), chimiste et antiquaire français.
- 7 septembre : Samuel Latham Mitchill (né en 1764), médecin, naturaliste, homme politique, chimiste et géologue américain.

- 10 octobre : Johann Christian Ludwig Hellwig (né en 1743), entomologiste allemand.
- 14 octobre : Jean-Louis Pons (né en 1761), astronome français, découvreur de 37 comètes.

- 10 décembre : Thomas Johann Seebeck (né en 1770), physicien allemand.
- 18 décembre : Alexandre-Ferdinand Lapostolle (né en 1749), chimiste et physicien français.
- 22 décembre : François Huber (né en 1750), naturaliste suisse.